# Zapotlanejo
Zapotlanejo es una ciudad mexicana, cabecera del municipio homónimo, situada en la región Centro, en el estado de Jalisco.

## Geografía
La ciudad de Zapotlanejo se ubica en el centro-oeste del municipio de Zapotlanejo, dentro de un valle; los suelos que hay en la ciudad son los: vertisol, planosol y phaeozem.

### Clima
En la ciudad predomina el clima semicálido subhúmedo con lluvias en verano. Tiene una temperatura media anual de 20.3 °C y una precipitación anual de 878.1 milímetros.
| Parámetros climáticos promedio de Zapotlanejo, Jalisco | Parámetros climáticos promedio de Zapotlanejo, Jalisco | Parámetros climáticos promedio de Zapotlanejo, Jalisco | Parámetros climáticos promedio de Zapotlanejo, Jalisco | Parámetros climáticos promedio de Zapotlanejo, Jalisco | Parámetros climáticos promedio de Zapotlanejo, Jalisco | Parámetros climáticos promedio de Zapotlanejo, Jalisco | Parámetros climáticos promedio de Zapotlanejo, Jalisco | Parámetros climáticos promedio de Zapotlanejo, Jalisco | Parámetros climáticos promedio de Zapotlanejo, Jalisco | Parámetros climáticos promedio de Zapotlanejo, Jalisco | Parámetros climáticos promedio de Zapotlanejo, Jalisco | Parámetros climáticos promedio de Zapotlanejo, Jalisco | Parámetros climáticos promedio de Zapotlanejo, Jalisco |
| Mes                                                    | Ene.                                                   | Feb.                                                   | Mar.                                                   | Abr.                                                   | May.                                                   | Jun.                                                   | Jul.                                                   | Ago.                                                   | Sep.                                                   | Oct.                                                   | Nov.                                                   | Dic.                                                   | Anual                                                  |
| ------------------------------------------------------ | ------------------------------------------------------ | ------------------------------------------------------ | ------------------------------------------------------ | ------------------------------------------------------ | ------------------------------------------------------ | ------------------------------------------------------ | ------------------------------------------------------ | ------------------------------------------------------ | ------------------------------------------------------ | ------------------------------------------------------ | ------------------------------------------------------ | ------------------------------------------------------ | ------------------------------------------------------ |
| Temp. máx. abs. (°C)                                   | 31.0                                                   | 36.0                                                   | 36.5                                                   | 46.5                                                   | 39.5                                                   | 39.0                                                   | 35.0                                                   | 35.0                                                   | 34.0                                                   | 38.5                                                   | 31.5                                                   | 31.0                                                   | 46.5                                                   |
| Temp. máx. media (°C)                                  | 26.0                                                   | 27.9                                                   | 30.3                                                   | 32.8                                                   | 34.0                                                   | 31.4                                                   | 28.4                                                   | 28.2                                                   | 27.8                                                   | 27.8                                                   | 27.5                                                   | 26.3                                                   | 29.0                                                   |
| Temp. media (°C)                                       | 16.3                                                   | 17.7                                                   | 19.6                                                   | 22.0                                                   | 23.9                                                   | 23.7                                                   | 22.0                                                   | 21.8                                                   | 21.4                                                   | 20.0                                                   | 18.2                                                   | 16.7                                                   | 20.3                                                   |
| Temp. mín. media (°C)                                  | 6.6                                                    | 7.6                                                    | 9.0                                                    | 11.3                                                   | 13.8                                                   | 16.1                                                   | 15.5                                                   | 15.3                                                   | 14.9                                                   | 12.2                                                   | 8.9                                                    | 7.2                                                    | 11.5                                                   |
| Temp. mín. abs. (°C)                                   | 0.0                                                    | 0.5                                                    | 0.7                                                    | 6.0                                                    | 5.5                                                    | 11.0                                                   | 12.0                                                   | 10.5                                                   | 7.0                                                    | 3.0                                                    | 2.5                                                    | -3.0                                                   | -3.0                                                   |
| Precipitación total (mm)                               | 17.8                                                   | 9.7                                                    | 4.2                                                    | 4.8                                                    | 23.8                                                   | 173.3                                                  | 224.5                                                  | 216.8                                                  | 149.2                                                  | 41.4                                                   | 7.0                                                    | 5.6                                                    | 878.1                                                  |
| Días de precipitaciones (≥ 1 mm)                       | 2.2                                                    | 1.3                                                    | 1.0                                                    | 0.9                                                    | 3.6                                                    | 15.1                                                   | 19.9                                                   | 20.2                                                   | 14.9                                                   | 5.2                                                    | 1.4                                                    | 1.3                                                    | 87.0                                                   |
| Fuente: Servicio Meteorológico Nacional                |                                                        |                                                        |                                                        |                                                        |                                                        |                                                        |                                                        |                                                        |                                                        |                                                        |                                                        |                                                        |                                                        |

## Demografía
De acuerdo con el Censo de Población y Vivienda realizado en 2020 por el Instituto Nacional de Estadística y Geografía (INEGI), en Zapotlanejo había un total de 33 284 habitantes, siendo 17 172 mujeres y 16 112 hombres.

### Viviendas
En el censo de 2020 se registraron alrededor de 11 725 viviendas, de las cuales 11 721 eran particulares; de las viviendas particulares, 9397 estaban habitadas; mientras que de las viviendas particulares habitadas, 9323 tenían piso de material diferente de tierra; 9383 disponían de energía eléctrica; 9378 disponían de escusado y/o sanitario; y 9383 disponían de drenaje.

### Evolución demográfica
| Gráfica de evolución demográfica de Zapotlanejo entre 1900 y 2020 |
|                                                                   |
| Fuente: Instituto Nacional de Estadística y Geografía             |